# 레조에밀리아도
레조에밀리아도(이탈리아어: Provincia di Reggio Emilia, 에밀리아어: pruvînsa ed Rèz)는 이탈리아 북부 에밀리아로마냐주에 있는 도이다. 도청 소재지는 도 내에서 가장 인구가 많은 도시인 레조에밀리아이다.
면적은 2,293 km2에, 2023년 기준 인구 525,366명이다. 42개의 자치단체로 이뤄져 있고, 면적 상 가장 작은 코무네인 롤로는 도에서 동쪽 방향으로 가장 극동쪽에 위치한 코무네이고, 서쪽 방향에서 가장 극동쪽에 위치한 곳은 벤타소이다. 경계를 이루고 있는 곳들로는 인구 면에서 가장 작은 벤타소가 남쪽의 경계를 이루고 있고 북쪽에서는 라차라가 위치해 있다. 라차라는 에밀리아로마냐에서 두 번째로 큰 코무네이자 에밀리아로마냐에서 외국인들이 가장 많은 곳이기도 하다.
여백작 마틸다의 그 유명한 카노사 성이 위치한 곳으로, 이곳에서 하인리히 4세의 카노사의 굴욕이 일어났었다. 레조, 모데나, 볼로냐, 페라라 등의 시 당국의 대표단들이 치스파다나 공화국의 선포를 위해 1797년 레조에밀리아의 살라 델 트리콜로레에 모였고, 자신들의 새로운 공화국을 나타낼 녹색-하양색-적색으로 된 3색 국기를 채택하였는데 이는 1848년에 이탈리아의 국기로 채택되었다.

## 같이 보기
- AC 레자나 1919
- 레지오에밀리아 접근법
- 마페이 스타디움 - 치타 델 트리콜로레